# Mary Betterton
Mary Betterton eller (före 1662) Mary Saunderson, död 1712, var en engelsk skådespelare. Hon tillhörde de första kvinnliga skådespelarna i England, sedan yrket där hade öppnats för kvinnor år 1660.
Hon var engagerad vid Duke's Company 1660-1682 och sedan på United Company 1682-1694. Hon gifte sig 1662 med Thomas Betterton. 
Hon spelade Ianthe i Siege of Rhodes av William Davenant i juli 1661. Detta är hennes första kända roll, men hon anges ha varit anställd sedan 1660 och det har spekulerats om hon var den första skådespelerskan som uppträdde. Hon hade en framgångsrik karriär och spelade hjältinnor fram till 1682, då hon ansågs för gammal för sådana roller, varefter hennes karriär långsamt dog ut.